# شبكات الماء
شبكات الماء (الاسم العلمي: Hydrodictyaceae)، فصيلة من الطحالب الخضراء تتبع رتبة عديدات الكرة.

## الأجناس
- Euastropsis
- Helierella
- شبكة الماء
- Lacunastrum
- Monactinus
- Parapediastrum
- Pediastrum
- Pseudopediastrum
- Sorastrum
- Sphaerastrum
- Stauridium
- Tetraedroides
- رباعي الزوايا
- Tetrapedia